# DFB-Pokal 1969-1970
La DFB-Pokal 1970 fu la 27ª edizione della competizione. Si svolse tra il 3 gennaio e il 29 agosto 1970. 32 squadre si sfidarono nei 5 turni della competizione. La finale vide la vittoria dei Kickers Offenbach sul FC Köln 2–1.

## Primo turno
| Squadra 1               | Risultato   | Squadra 2              |
| ----------------------- | ----------- | ---------------------- |
| 02.01.1970              |             |                        |
| Eintracht Gelsenkirchen | 1 - 3       | Borussia M'gladbach    |
| 03.01.1970              |             |                        |
| Norimberga              | 1 - 0       | Stoccarda              |
| Kickers Offenbach       | 4 - 1       | Monaco 1860            |
| Hannover 96             | 3 - 2       | RW Oberhausen          |
| Jahn Ratisbona          | 1 - 0       | Eintracht Braunschweig |
| 04.01.1970              |             |                        |
| Villingen               | 1 - 3       | Amburgo                |
| 24.03.1970              |             |                        |
| Rot-Weiss Essen         | 3 - 3 (dts) | Colonia                |
| 25.03.1970              |             |                        |
| Wattenscheid 09         | 1 - 6       | Bayern Monaco          |
| Göttingen               | 0 - 1 (dts) | Duisburg               |
| Wuppertal               | 1 - 0       | Kaiserslautern         |
| 26.03.1970              |             |                        |
| Osnabrück               | 1 - 2 (dts) | Eintracht Francoforte  |
| 08.04.1970              |             |                        |
| Alsenborn               | 1 - 5       | Schalke 04             |
| 15.04.1970              |             |                        |
| Pirmasens               | 1 - 2       | Hertha Berlino         |
| 22.04.1970              |             |                        |
| Schwarz-Weiß Essen      | 1 - 2       | Borussia Dortmund      |
| 05.05.1970              |             |                        |
| TeBe Berlino            | 0 - 2       | Werder Brema           |
| 11.07.1970              |             |                        |
| Arminia Hannover        | 0 - 3       | Alemannia Aquisgrana   |

### Ripetizione
| Squadra 1  | Risultato | Squadra 2       |
| ---------- | --------- | --------------- |
| 24.07.1970 |           |                 |
| Colonia    | 5 - 1     | Rot-Weiss Essen |

## Ottavi di finale
| Squadra 1             | Risultato   | Squadra 2           |
| --------------------- | ----------- | ------------------- |
| 28.07.1970            |             |                     |
| Schalke 04            | 0 - 0 (dts) | Hertha Berlino      |
| 29.07.1970            |             |                     |
| Eintracht Francoforte | 2 - 0       | Amburgo             |
| Wuppertal             | 0 - 3       | Norimberga          |
| Colonia               | 6 - 1       | Duisburg            |
| Alemannia Aquisgrana  | 1 - 1 (dts) | Werder Brema        |
| Bayern Monaco         | 4 - 0       | Jahn Ratisbona      |
| Hannover 96           | 1 - 3       | Borussia M'gladbach |
| 30.07.1970            |             |                     |
| Kickers Offenbach     | 2 - 1 (dts) | Borussia Dortmund   |

### Ripetizioni
| Squadra 1      | Risultato   | Squadra 2            |
| -------------- | ----------- | -------------------- |
| 01.08.1970     |             |                      |
| Hertha Berlino | 4 - 0       | Schalke 04           |
| 03.08.1970     |             |                      |
| Werder Brema   | 1 - 1 (dts) | Alemannia Aquisgrana |

## Quarti di finale
| Squadra 1             | Risultato   | Squadra 2         |
| --------------------- | ----------- | ----------------- |
| 05.08.1970            |             |                   |
| Borussia M'gladbach   | 2 - 3 (dts) | Colonia           |
| Norimberga            | 2 - 1       | Bayern Monaco     |
| Eintracht Francoforte | 0 - 3       | Kickers Offenbach |
| 06.08.1970            |             |                   |
| Alemannia Aquisgrana  | 1 - 0       | Hertha Berlino    |

## Semifinali
| Squadra 1            | Risultato   | Squadra 2  |
| -------------------- | ----------- | ---------- |
| 19.08.1970           |             |            |
| Kickers Offenbach    | 4 - 2 (dts) | Norimberga |
| Alemannia Aquisgrana | 0 - 4       | Colonia    |

## Finale
| Squadra 1  | Risultato | Squadra 2         |
| ---------- | --------- | ----------------- |
| 29.08.1970 |           |                   |
| Colonia    | 1 - 2     | Kickers Offenbach |

| Arbitro: | Gerhard Schulenburg (Amburgo) |

|          |           |                       |
| Löhr 73’ | Marcatori | 27’ Winkler 64’ Gecks |

| 1. FC KÖLN 01/07: |   |                      |  |     |
|                   |   |                      |  |     |
| GK                | 1 | Manfred Manglitz     |  |     |
| DF                |   | Karl-Heinz Thielen   |  | 31’ |
| DF                |   | Matthias Hemmersbach |  |     |
| DF                |   | Werner Biskup        |  |     |
| DF                |   | Wolfgang Weber       |  |     |
| MF                |   | Jupp Kapellmann      |  |     |
| MF                |   | Heinz Flohe          |  |     |
| MF                |   | Wolfgang Overath     |  |     |
| MF                |   | Heinz Simmet         |  |     |
| FW                |   | Thomas Parits        |  |     |
| FW                |   | Hennes Löhr          |  |     |
| Substitutes:      |   |                      |  |     |
| FW                |   | Bernd Rupp           |  | 31’ |
| Manager:          |   |                      |  |     |
| Hans Merkle       |   |                      |  |     |

| OFFENBACHER FC KICKERS 1901: |   |                  |  |     |
|                              |   |                  |  |     |
| GK                           | 1 | Karlheinz Volz   |  |     |
| DF                           |   | Hans Reich       |  |     |
| DF                           |   | Josef Weilbächer |  |     |
| DF                           |   | Egon Schmitt     |  |     |
| DF                           |   | Helmut Kremers   |  |     |
| MF                           |   | Helmut Schmidt   |  |     |
| MF                           |   | Roland Weida     |  |     |
| MF                           |   | Walter Bechtold  |  | 60’ |
| MF                           |   | Winfried Schäfer |  |     |
| FW                           |   | Horst Gecks      |  |     |
| FW                           |   | Klaus Winkler    |  |     |
| Substitutes:                 |   |                  |  |     |
| DF                           |   | Helmut Nerlinger |  | 60’ |
| Manager:                     |   |                  |  |     |
| Kurt Schreiner               |   |                  |  |     |

Kickers Offenbach
(1º successo)